# Condado de Quairading

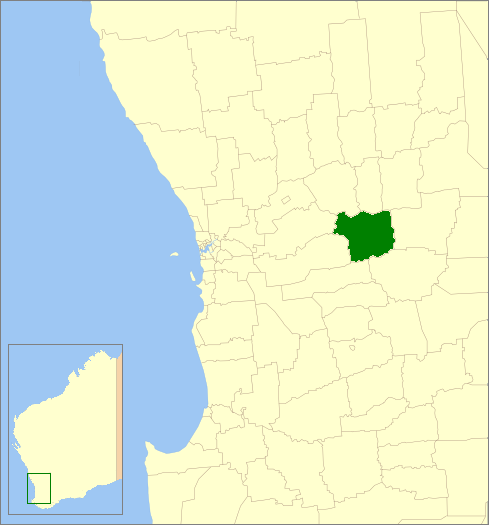
Situación

El Condado Quairading es una de las 43 áreas del gobierno local que se encuentran en la región del Wheatbelt, en Australia Occidental. Cubre un área de cerca de 2018 kilómetros cuadrados y tiene una población de 1022 habitantes.